# Dicranomyia (ondergeslacht)
Dicranomyia (ondergeslacht) is een ondergeslacht van het geslacht van insecten Dicranomyia binnen de familie steltmuggen (Limoniidae).

## Soorten
- D. (Dicranomyia) aberdareica (Alexander, 1956)
- D. (Dicranomyia) abigor (Alexander, 1967)
- D. (Dicranomyia) abjuncta (Alexander, 1927)
- D. (Dicranomyia) absens (Brunetti, 1912)
- D. (Dicranomyia) acanthophallus (Alexander, 1924)
- D. (Dicranomyia) acerba (Alexander, 1943)
- D. (Dicranomyia) acinomeca (Alexander, 1968)
- D. (Dicranomyia) acuproducta (Alexander, 1962)
- D. (Dicranomyia) adirondacensis (Alexander, 1922)
- D. (Dicranomyia) aegrotans (Edwards, 1923)
- D. (Dicranomyia) aequispina (Alexander, 1928)
- D. (Dicranomyia) affabilis (Alexander, 1952)
- D. (Dicranomyia) affinis (Schummel, 1829)
- D. (Dicranomyia) agape (Alexander, 1948)
- D. (Dicranomyia) alascaensis (Alexander, 1919)
- D. (Dicranomyia) albipennis (Macquart, 1838)
- D. (Dicranomyia) albistigma (Alexander, 1928)
- D. (Dicranomyia) albitarsis (Alexander, 1915)
- D. (Dicranomyia) alboapicalis (Alexander, 1929)
- D. (Dicranomyia) alfaroi (Alexander, 1922)
- D. (Dicranomyia) alta (de Meijere, 1913)
- D. (Dicranomyia) altandina (Alexander, 1957)
- D. (Dicranomyia) ambigua (Alexander, 1929)
- D. (Dicranomyia) amblymorpha (Alexander, 1968)
- D. (Dicranomyia) amphionis (Alexander, 1952)
- D. (Dicranomyia) amplificata (Alexander, 1940)
- D. (Dicranomyia) amurensis (Alexander, 1925)
- D. (Dicranomyia) ananta (Alexander, 1964)
- D. (Dicranomyia) anax (Alexander, 1942)
- D. (Dicranomyia) andicola (Alexander, 1912)
- D. (Dicranomyia) andinalta (Alexander, 1957)
- D. (Dicranomyia) annulifera (Alexander, 1922)
- D. (Dicranomyia) annulipes (Skuse, 1890)
- D. (Dicranomyia) anteapicalis (Alexander, 1947)
- D. (Dicranomyia) aperta (Wahlgren, 1904)
- D. (Dicranomyia) apiceglabra (Alexander, 1968)
- D. (Dicranomyia) appa (Theischinger, 1994)
- D. (Dicranomyia) apposita (Alexander, 1942)
- D. (Dicranomyia) archeyi (Alexander, 1924)
- D. (Dicranomyia) argentina (Alexander, 1912)
- D. (Dicranomyia) ariadne (Alexander, 1942)
- D. (Dicranomyia) arta (Alexander, 1954)
- D. (Dicranomyia) arthuriana (Alexander, 1924)
- D. (Dicranomyia) aspropoda (Alexander, 1965)
- D. (Dicranomyia) athabascae (Alexander, 1927)
- D. (Dicranomyia) atrescens (Alexander, 1915)
- D. (Dicranomyia) atritarsis (Alexander, 1949)
- D. (Dicranomyia) atropos (Savchenko, 1983)
- D. (Dicranomyia) atrostyla (Alexander, 1942)
- D. (Dicranomyia) aurantiothorax (Alexander, 1941)
- D. (Dicranomyia) auripennis (Skuse, 1890)
- D. (Dicranomyia) autumnalis (Staeger, 1840)
- D. (Dicranomyia) axierasta (Alexander, 1952)
- D. (Dicranomyia) baileyana (Alexander, 1963)
- D. (Dicranomyia) baileyi (Edwards, 1928)
- D. (Dicranomyia) balli (Theischinger, 1994)
- D. (Dicranomyia) basilewskyana (Alexander, 1977)
- D. (Dicranomyia) basiseta (Alexander, 1924)
- D. (Dicranomyia) basuto (Alexander, 1956)
- D. (Dicranomyia) bethae (Alexander, 1945)
- D. (Dicranomyia) bhima (Alexander, 1965)
- D. (Dicranomyia) bhutanica (Alexander, 1942)
- D. (Dicranomyia) bickeli (Theischinger, 1996)
- D. (Dicranomyia) bicomifera (Alexander, 1943)
- D. (Dicranomyia) bidigitata (Alexander, 1958)
- D. (Dicranomyia) bigladia (Alexander, 1942)
- D. (Dicranomyia) bilobula (Alexander, 1958)
- D. (Dicranomyia) boliviana (Alexander, 1930)
- D. (Dicranomyia) boniniana (Alexander, 1972)
- D. (Dicranomyia) boorana (Theischinger, 1994)
- D. (Dicranomyia) borinquenia (Alexander, 1968)
- D. (Dicranomyia) boulariensis (Hynes, 1993)
- D. (Dicranomyia) brachyneura (Alexander, 1932)
- D. (Dicranomyia) brevicubitalis (Alexander, 1947)
- D. (Dicranomyia) brevigladia (Alexander, 1962)
- D. (Dicranomyia) brevirama (Alexander, 1922)
- D. (Dicranomyia) brevivena (Osten Sacken, 1869)
- D. (Dicranomyia) brevivenula (Alexander, 1929)
- D. (Dicranomyia) brookesi (Edwards, 1923)
- D. (Dicranomyia) browni (Alexander, 1932)
- D. (Dicranomyia) brunneistigma (Alexander, 1971)
- D. (Dicranomyia) bugledichae (Theischinger, 1994)
- D. (Dicranomyia) bullockiana (Alexander, 1939)
- D. (Dicranomyia) bunyip (Theischinger, 1994)
- D. (Dicranomyia) buxtoni (Edwards, 1927)
- D. (Dicranomyia) calianensis (Alexander, 1931)
- D. (Dicranomyia) calliergon (Alexander, 1939)
- D. (Dicranomyia) candidella (Alexander, 1931)
- D. (Dicranomyia) capella (Alexander, 1932)
- D. (Dicranomyia) capicola (Alexander, 1921)
- D. (Dicranomyia) catamarcana (Alexander, 1929)
- D. (Dicranomyia) cautinensis (Alexander, 1941)
- D. (Dicranomyia) cerbereana (Alexander, 1929)
- D. (Dicranomyia) cervina (Doane, 1908)
- D. (Dicranomyia) cinctitibia (Alexander, 1934)
- D. (Dicranomyia) cinerascens (Brunetti, 1912)
- D. (Dicranomyia) cinerella (Alexander, 1923)
- D. (Dicranomyia) cingulifera (Alexander, 1928)
- D. (Dicranomyia) cinnamonota (Alexander, 1921)
- D. (Dicranomyia) circassica (Lackschewitz, 1941)
- D. (Dicranomyia) citrina (Doane, 1900)
- D. (Dicranomyia) claribasis (Alexander, 1945)
- D. (Dicranomyia) clarissima (Alexander, 1967)
- D. (Dicranomyia) clarkeana (Alexander, 1970)
- D. (Dicranomyia) clarki (Alexander, 1930)
- D. (Dicranomyia) clathrata (Savchenko, 1984)
- D. (Dicranomyia) clavigera (Alexander, 1931)
- D. (Dicranomyia) clavistyla (Alexander, 1957)
- D. (Dicranomyia) clivicola (Speiser, 1909)
- D. (Dicranomyia) clotho (Alexander, 1964)
- D. (Dicranomyia) coheri (Alexander, 1964)
- D. (Dicranomyia) collita (Alexander, 1978)
- D. (Dicranomyia) commina (Alexander, 1967)
- D. (Dicranomyia) commixta (Alexander, 1933)
- D. (Dicranomyia) complacita (Alexander, 1942)
- D. (Dicranomyia) conchifera (Strobl, 1900)
- D. (Dicranomyia) confusa (Alexander, 1921)
- D. (Dicranomyia) consimilis (Zetterstedt, 1838)
- D. (Dicranomyia) contraria (Alexander, 1953)
- D. (Dicranomyia) contristans (Alexander, 1946)
- D. (Dicranomyia) conulifera (Edwards, 1923)
- D. (Dicranomyia) convergens (de Meijere, 1911)
- D. (Dicranomyia) convoluta (Hancock, 2006)
- D. (Dicranomyia) coxitalis (Alexander, 1934)
- D. (Dicranomyia) cramptoniana (Alexander, 1929)
- D. (Dicranomyia) crassispina (Alexander, 1923)
- D. (Dicranomyia) croceiapicalis (Alexander, 1962)
- D. (Dicranomyia) cruzi (Alexander, 1936)
- D. (Dicranomyia) cuneata (Skuse, 1890)
- D. (Dicranomyia) cuneipennis (Alexander, 1923)
- D. (Dicranomyia) cunninghamensis (Alexander, 1933)
- D. (Dicranomyia) chalybeicolor (Alexander, 1954)
- D. (Dicranomyia) chandra (Alexander, 1964)
- D. (Dicranomyia) chathamensis (Oosterbroek, 2009)
- D. (Dicranomyia) chazeaui (Hynes, 1993)
- D. (Dicranomyia) chillcotti (Alexander, 1968)
- D. (Dicranomyia) chimborazicola (Alexander, 1946)
- D. (Dicranomyia) chimera (Alexander, 1972)
- D. (Dicranomyia) chlorotica (Philippi, 1866)
- D. (Dicranomyia) chorea (Meigen, 1818)
- D. (Dicranomyia) dactylophora (Alexander, 1964)
- D. (Dicranomyia) dampfi (Alexander, 1925)
- D. (Dicranomyia) davaoensis (Alexander, 1931)
- D. (Dicranomyia) defuncta (Osten Sacken, 1860)
- D. (Dicranomyia) delicata (Brunetti, 1912)
- D. (Dicranomyia) depauperata (Alexander, 1918)
- D. (Dicranomyia) dibelone (Alexander, 1969)
- D. (Dicranomyia) dicksoniae (Alexander, 1930)
- D. (Dicranomyia) dichroa (Savchenko, 1974)
- D. (Dicranomyia) didyma (Meigen, 1804)
- D. (Dicranomyia) dilanio (Alexander, 1958)
- D. (Dicranomyia) dingaan (Alexander, 1960)
- D. (Dicranomyia) dissoluta (Alexander, 1929)
- D. (Dicranomyia) distans (Osten Sacken, 1860)
- D. (Dicranomyia) distendens (Lundstrom, 1912)
- D. (Dicranomyia) diura (Alexander, 1942)
- D. (Dicranomyia) diversigladia (Alexander, 1942)
- D. (Dicranomyia) diversispina (Alexander, 1923)
- D. (Dicranomyia) divisa (Alexander, 1929)
- D. (Dicranomyia) dolerosa (Alexander, 1931)
- D. (Dicranomyia) dorrigensis (Alexander, 1930)
- D. (Dicranomyia) dorsalis (Skuse, 1890)
- D. (Dicranomyia) dorsolobata (Alexander, 1946)
- D. (Dicranomyia) draupadi (Alexander, 1964)
- D. (Dicranomyia) dravidiana (Alexander, 1951)
- D. (Dicranomyia) dreisbachi (Alexander, 1965)
- D. (Dicranomyia) ebriola (Alexander, 1928)
- D. (Dicranomyia) elegantula (Alexander, 1913)
- D. (Dicranomyia) elnora (Alexander, 1929)
- D. (Dicranomyia) elquiensis (Blanchard, 1852)
- D. (Dicranomyia) empelia (Alexander, 1962)
- D. (Dicranomyia) encharis (Alexander, 1964)
- D. (Dicranomyia) erichtho (Alexander, 1950)
- D. (Dicranomyia) errabunda (Alexander, 1929)
- D. (Dicranomyia) erratica (Alexander, 1934)
- D. (Dicranomyia) etnurra (Theischinger, 1994)
- D. (Dicranomyia) euernes (Alexander, 1964)
- D. (Dicranomyia) eulaliae (Geiger and Stary, 1994)
- D. (Dicranomyia) euryrhyncha (Alexander, 1967)
- D. (Dicranomyia) evenhuisi (Hynes, 1993)
- D. (Dicranomyia) exaeta (Alexander, 1927)
- D. (Dicranomyia) exercita (Alexander, 1929)
- D. (Dicranomyia) extranea (Alexander, 1944)
- D. (Dicranomyia) falcicula (Alexander, 1962)
- D. (Dicranomyia) farri (Alexander, 1964)
- D. (Dicranomyia) fasciata (Hutton, 1900)
- D. (Dicranomyia) fata (Theischinger, 1994)
- D. (Dicranomyia) fijiana (Alexander, 1924)
- D. (Dicranomyia) filicauda (Alexander, 1925)
- D. (Dicranomyia) flagellata (Edwards, 1928)
- D. (Dicranomyia) flagellifer (Alexander, 1928)
- D. (Dicranomyia) flavaperta (Alexander, 1941)
- D. (Dicranomyia) flavida (Philippi, 1866)
- D. (Dicranomyia) flavidella (Alexander, 1930)
- D. (Dicranomyia) flavigenu (Stary and Freidberg, 2007)
- D. (Dicranomyia) flavobrunnea (Brunetti, 1912)
- D. (Dicranomyia) flavocincta (Brunetti, 1918)
- D. (Dicranomyia) flavofascialis (Alexander, 1924)
- D. (Dicranomyia) flavohumeralis (Alexander, 1931)
- D. (Dicranomyia) floridana (Osten Sacken, 1869)
- D. (Dicranomyia) fragilis (Theischinger, 1994)
- D. (Dicranomyia) francki (Alexander, 1932)
- D. (Dicranomyia) fraterna (Brunetti, 1912)
- D. (Dicranomyia) frivola (Alexander, 1928)
- D. (Dicranomyia) frontalis (Staeger, 1840)
- D. (Dicranomyia) fugax (Alexander, 1964)
- D. (Dicranomyia) fulva (Doane, 1900)
- D. (Dicranomyia) fulviceps (Alexander, 1925)
- D. (Dicranomyia) fulvinota (Alexander, 1923)
- D. (Dicranomyia) fullawayi (Alexander, 1915)
- D. (Dicranomyia) funesta (Alexander, 1922)
- D. (Dicranomyia) furthi (Stary and Freidberg, 2007)
- D. (Dicranomyia) fuscinota (Stary, 2009)
- D. (Dicranomyia) galapagoensis (Alexander, 1962)
- D. (Dicranomyia) gardineri (Edwards, 1912)
- D. (Dicranomyia) gemina (Alexander, 1924)
- D. (Dicranomyia) gentilis (Alexander, 1950)
- D. (Dicranomyia) geronimo (Alexander, 1949)
- D. (Dicranomyia) geyserensis (Alexander, 1943)
- D. (Dicranomyia) gibbera (Alexander, 1916)
- D. (Dicranomyia) gladiator (Osten Sacken, 1860)
- D. (Dicranomyia) globulicornis (Alexander, 1924)
- D. (Dicranomyia) gloria (Byers, 1994)
- D. (Dicranomyia) gloriosa (Alexander, 1912)
- D. (Dicranomyia) goana (Alexander, 1927)
- D. (Dicranomyia) goritiensis (Mik, 1864)
- D. (Dicranomyia) gracilirostris (Alexander, 1938)
- D. (Dicranomyia) grimshawi (Alexander, 1919)
- D. (Dicranomyia) grishma (Alexander, 1964)
- D. (Dicranomyia) guamicola (Alexander, 1942)
- D. (Dicranomyia) gubernatoria (Alexander, 1924)
- D. (Dicranomyia) guillarmodana (Alexander, 1970)
- D. (Dicranomyia) guttata (Philippi, 1866)
- D. (Dicranomyia) guttula (Alexander, 1915)
- D. (Dicranomyia) haeretica (Osten Sacken, 1869)
- D. (Dicranomyia) hainaniana (Alexander, 1949)
- D. (Dicranomyia) halobia (Tokunaga, 1936)
- D. (Dicranomyia) halophila (Alexander, 1929)
- D. (Dicranomyia) halterata (Osten Sacken, 1869)
- D. (Dicranomyia) handlirschi (Lackschewitz, 1928)
- D. (Dicranomyia) hardyana (Byers, 1985)
- D. (Dicranomyia) harmonia (Alexander, 1956)
- D. (Dicranomyia) harpax (Alexander, 1952)
- D. (Dicranomyia) hawaiiensis (Grimshaw, 1901)
- D. (Dicranomyia) helmsi (Skuse, 1890)
- D. (Dicranomyia) hemimelas (Alexander, 1922)
- D. (Dicranomyia) heteracantha (Alexander, 1923)
- D. (Dicranomyia) hirsutissima (Alexander, 1962)
- D. (Dicranomyia) homichlophila (Alexander, 1958)
- D. (Dicranomyia) hostica (Alexander, 1938)
- D. (Dicranomyia) hudsoni (Edwards, 1923)
- D. (Dicranomyia) humerosa (Alexander, 1942)
- D. (Dicranomyia) humidicola (Osten Sacken, 1860)
- D. (Dicranomyia) hyalinata (Zetterstedt, 1851)
- D. (Dicranomyia) idonea (Alexander, 1922)
- D. (Dicranomyia) ignara (Alexander, 1967)
- D. (Dicranomyia) illepida (Alexander, 1944)
- D. (Dicranomyia) illumina (Alexander, 1958)
- D. (Dicranomyia) illustris (Alexander, 1944)
- D. (Dicranomyia) imitabilis (Alexander, 1942)
- D. (Dicranomyia) immanis (Alexander, 1950)
- D. (Dicranomyia) immodesta (Osten Sacken, 1860)
- D. (Dicranomyia) inanis (Alexander, 1934)
- D. (Dicranomyia) incisuralis (Skuse, 1890)
- D. (Dicranomyia) incisurata (Lackschewitz, 1928)
- D. (Dicranomyia) incompta (Alexander, 1922)
- D. (Dicranomyia) indefensa (Alexander, 1939)
- D. (Dicranomyia) indefessa (Alexander, 1965)
- D. (Dicranomyia) infensa (Alexander, 1938)
- D. (Dicranomyia) infumata (Philippi, 1866)
- D. (Dicranomyia) ingrata (Alexander, 1928)
- D. (Dicranomyia) inhabilis (Alexander, 1949)
- D. (Dicranomyia) iniquispina (Hardy, 1953)
- D. (Dicranomyia) innocens (Brunetti, 1912)
- D. (Dicranomyia) innocua (Alexander, 1927)
- D. (Dicranomyia) inscita (Alexander, 1935)
- D. (Dicranomyia) insignifica (Alexander, 1912)
- D. (Dicranomyia) insolabilis (Alexander, 1946)
- D. (Dicranomyia) insolita (Alexander, 1979)
- D. (Dicranomyia) insularis (Mik, 1881)
- D. (Dicranomyia) interrupta (Nielsen, 1966)
- D. (Dicranomyia) invalida (Alexander, 1916)
- D. (Dicranomyia) involuta (Alexander, 1968)
- D. (Dicranomyia) isabellina (Doane, 1900)
- D. (Dicranomyia) itatiayana (Alexander, 1944)
- D. (Dicranomyia) jacobus (Alexander, 1919)
- D. (Dicranomyia) jorgenseni (Alexander, 1919)
- D. (Dicranomyia) jujuyensis (Alexander, 1924)
- D. (Dicranomyia) junctura (Alexander, 1949)
- D. (Dicranomyia) kalki (Alexander, 1966)
- D. (Dicranomyia) kallakkure (Theischinger, 1994)
- D. (Dicranomyia) kamakensis (Stary, 1993)
- D. (Dicranomyia) kandybinae (Savchenko, 1987)
- D. (Dicranomyia) karma (Alexander, 1948)
- D. (Dicranomyia) kauaiensis (Grimshaw, 1901)
- D. (Dicranomyia) kaurava (Alexander, 1964)
- D. (Dicranomyia) kermadecensis (Alexander, 1973)
- D. (Dicranomyia) kernensis (Alexander, 1966)
- D. (Dicranomyia) kirishimana (Alexander, 1925)
- D. (Dicranomyia) knabi (Alexander, 1912)
- D. (Dicranomyia) kowinka (Theischinger, 1994)
- D. (Dicranomyia) koxinga (Alexander, 1930)
- D. (Dicranomyia) kraaiensis (Alexander, 1964)
- D. (Dicranomyia) kraussi (Alexander, 1951)
- D. (Dicranomyia) kubera (Alexander, 1964)
- D. (Dicranomyia) kulin (Alexander, 1933)
- D. (Dicranomyia) kurnai (Alexander, 1933)
- D. (Dicranomyia) kuscheliana (Alexander, 1952)
- D. (Dicranomyia) labecula (Alexander, 1942)
- D. (Dicranomyia) labellata (Alexander, 1969)
- D. (Dicranomyia) lacroixi (Alexander, 1926)
- D. (Dicranomyia) lachesis (Savchenko, 1983)
- D. (Dicranomyia) laffooniana (Alexander, 1948)
- D. (Dicranomyia) lagunta (Theischinger, 1994)
- D. (Dicranomyia) laistes (Alexander, 1967)
- D. (Dicranomyia) lapazensis (Alexander, 1962)
- D. (Dicranomyia) lassa (Alexander, 1937)
- D. (Dicranomyia) latebra (Alexander, 1967)
- D. (Dicranomyia) laticellula (Alexander, 1932)
- D. (Dicranomyia) latiflava (Alexander, 1931)
- D. (Dicranomyia) latispina (Alexander, 1942)
- D. (Dicranomyia) lawrencei (Alexander, 1958)
- D. (Dicranomyia) lebombo (Alexander, 1960)
- D. (Dicranomyia) lemmonae (Alexander, 1953)
- D. (Dicranomyia) leptomera (Alexander, 1972)
- D. (Dicranomyia) lethe (Alexander, 1938)
- D. (Dicranomyia) lewisi (Alexander, 1964)
- D. (Dicranomyia) libertoides (Alexander, 1912)
- D. (Dicranomyia) ligayai (Alexander, 1931)
- D. (Dicranomyia) limonioides (Savchenko, 1974)
- D. (Dicranomyia) lindsayi (Alexander, 1924)
- D. (Dicranomyia) lineicollis (Blanchard, 1852)
- D. (Dicranomyia) linsdalei (Alexander, 1943)
- D. (Dicranomyia) livida (Say, 1829)
- D. (Dicranomyia) livornica (Lackschewitz, 1928)
- D. (Dicranomyia) loarinna (Theischinger, 1994)
- D. (Dicranomyia) longicollis (Macquart, 1846)
- D. (Dicranomyia) longipennis (Schummel, 1829)
- D. (Dicranomyia) longiunguis (Stary and Freidberg, 2007)
- D. (Dicranomyia) longiventris (Alexander, 1913)
- D. (Dicranomyia) lorettae (Geiger, 1985)
- D. (Dicranomyia) loveridgeana (Alexander, 1962)
- D. (Dicranomyia) luaboensis (Alexander, 1960)
- D. (Dicranomyia) lucida (de Meijere, 1918)
- D. (Dicranomyia) lugubris (de Meijere, 1924)
- D. (Dicranomyia) lutea (Meigen, 1818)
- D. (Dicranomyia) luteiapicalis (Alexander, 1962)
- D. (Dicranomyia) luteipennis (Goetghebuer, 1920)
- D. (Dicranomyia) luteipes (Alexander, 1923)
- D. (Dicranomyia) luteitarsis (Alexander, 1965)
- D. (Dicranomyia) luteonitens (Edwards, 1923)
- D. (Dicranomyia) lydia (Alexander, 1950)
- D. (Dicranomyia) maderensis (Wollaston, 1858)
- D. (Dicranomyia) magninota (Stary, 2009)
- D. (Dicranomyia) maligna (Alexander, 1945)
- D. (Dicranomyia) malina (Alexander, 1964)
- D. (Dicranomyia) malitiosa (Alexander, 1942)
- D. (Dicranomyia) marina (Skuse, 1890)
- D. (Dicranomyia) marshalli (Alexander, 1920)
- D. (Dicranomyia) masafuerae (Alexander, 1952)
- D. (Dicranomyia) mascarensis (Alexander, 1921)
- D. (Dicranomyia) mattheyi (Geiger, 1985)
- D. (Dicranomyia) mecogastra (Alexander, 1964)
- D. (Dicranomyia) megastigmosa (Alexander, 1922)
- D. (Dicranomyia) melanacaena (Alexander, 1970)
- D. (Dicranomyia) melanantha (Savchenko, 1984)
- D. (Dicranomyia) melanderi (Alexander, 1945)
- D. (Dicranomyia) melanocera (Alexander, 1925)
- D. (Dicranomyia) melanopleura (Alexander, 1931)
- D. (Dicranomyia) melanoptera (Alexander, 1934)
- D. (Dicranomyia) melina (Alexander, 1924)
- D. (Dicranomyia) memnon (Alexander, 1960)
- D. (Dicranomyia) meridicola (Alexander, 1943)
- D. (Dicranomyia) mesosternatoides (Alexander, 1924)
- D. (Dicranomyia) microentmema (Alexander, 1964)
- D. (Dicranomyia) micronychia (Lackschewitz, 1941)
- D. (Dicranomyia) microscola (Alexander, 1967)
- D. (Dicranomyia) microsoma (Alexander, 1944)
- D. (Dicranomyia) microsomoides (Alexander, 1954)
- D. (Dicranomyia) michaeli (Theowald, 1977)
- D. (Dicranomyia) midas (Alexander, 1954)
- D. (Dicranomyia) millemurro (Theischinger, 1994)
- D. (Dicranomyia) misera (Riedel, 1921)
- D. (Dicranomyia) miseranda (Alexander, 1945)
- D. (Dicranomyia) mishimana (Alexander, 1970)
- D. (Dicranomyia) mistura (Alexander, 1942)
- D. (Dicranomyia) mitis (Meigen, 1830)
- D. (Dicranomyia) modesta (Meigen, 1818)
- D. (Dicranomyia) moesta (Alexander, 1923)
- D. (Dicranomyia) monilicornis (Hutton, 1900)
- D. (Dicranomyia) moniliformis (Doane, 1900)
- D. (Dicranomyia) monochromera (Edwards, 1923)
- D. (Dicranomyia) monorhaphis (Alexander, 1980)
- D. (Dicranomyia) monostromia (Tokunaga, 1930)
- D. (Dicranomyia) montium (Alexander, 1929)
- D. (Dicranomyia) mosselica (Alexander, 1949)
- D. (Dicranomyia) motepa (Theischinger, 1994)
- D. (Dicranomyia) muliercula (Alexander, 1942)
- D. (Dicranomyia) mulsa (Alexander, 1916)
- D. (Dicranomyia) multispina (Alexander, 1922)
- D. (Dicranomyia) muta (Alexander, 1937)
- D. (Dicranomyia) mutata (Alexander, 1935)
- D. (Dicranomyia) naga (Alexander, 1964)
- D. (Dicranomyia) nairobii (Alexander, 1919)
- D. (Dicranomyia) nakula (Alexander, 1964)
- D. (Dicranomyia) namwambae (Alexander, 1956)
- D. (Dicranomyia) neabjuncta (Alexander, 1963)
- D. (Dicranomyia) neananta (Alexander, 1967)
- D. (Dicranomyia) nebulifera (Alexander, 1922)
- D. (Dicranomyia) nefasta (Alexander, 1944)
- D. (Dicranomyia) nelsoniana (Alexander, 1925)
- D. (Dicranomyia) neofascipennis (Alexander, 1967)
- D. (Dicranomyia) neoguttula (Alexander, 1958)
- D. (Dicranomyia) neomidas (Alexander, 1963)
- D. (Dicranomyia) neopulchripennis (Alexander, 1940)
- D. (Dicranomyia) neopunctulata (Alexander, 1931)
- D. (Dicranomyia) nephelia (Alexander, 1978)
- D. (Dicranomyia) nephelodes (Alexander, 1922)
- D. (Dicranomyia) nielseniana (Alexander, 1949)
- D. (Dicranomyia) nigrescens (Hutton, 1900)
- D. (Dicranomyia) nigritorus (Alexander, 1975)
- D. (Dicranomyia) nigrobarbata (Alexander, 1964)
- D. (Dicranomyia) nigropolita (Alexander, 1923)
- D. (Dicranomyia) niveifusca (Alexander, 1964)
- D. (Dicranomyia) norfolcensis (Alexander, 1922)
- D. (Dicranomyia) nothofagi (Alexander, 1929)
- D. (Dicranomyia) novemmaculata (Strobl, 1906)
- D. (Dicranomyia) nullanulla (Theischinger, 1994)
- D. (Dicranomyia) obscura (Skuse, 1890)
- D. (Dicranomyia) obscuripennis (Skuse, 1890)
- D. (Dicranomyia) obtusiloba (Alexander, 1956)
- D. (Dicranomyia) obtusistylus (Alexander, 1925)
- D. (Dicranomyia) octacantha (Alexander, 1933)
- D. (Dicranomyia) ochripes (Alexander, 1955)
- D. (Dicranomyia) ohlini (Alexander, 1920)
- D. (Dicranomyia) omi (Theischinger, 1994)
- D. (Dicranomyia) omissa (Alexander, 1912)
- D. (Dicranomyia) omissinervis (de Meijere, 1918)
- D. (Dicranomyia) omissivena (Alexander, 1922)
- D. (Dicranomyia) onerosa (Alexander, 1928)
- D. (Dicranomyia) opima (Alexander, 1921)
- D. (Dicranomyia) ornata (Meigen, 1818)
- D. (Dicranomyia) ornatipennis (Blanchard, 1852)
- D. (Dicranomyia) orthia (Alexander, 1931)
- D. (Dicranomyia) orthioides (Alexander, 1932)
- D. (Dicranomyia) otagensis (Alexander, 1924)
- D. (Dicranomyia) ovalistigma (Alexander, 1951)
- D. (Dicranomyia) ozarkensis (Alexander, 1968)
- D. (Dicranomyia) pallidinota (Stary, 2009)
- D. (Dicranomyia) palliditerga (Alexander, 1942)
- D. (Dicranomyia) pammelas (Alexander, 1925)
- D. (Dicranomyia) pampoecila (Alexander, 1922)
- D. (Dicranomyia) panthera (Theischinger, 1994)
- D. (Dicranomyia) parjanya (Alexander, 1967)
- D. (Dicranomyia) particeps (Doane, 1908)
- D. (Dicranomyia) parvati (Alexander, 1967)
- D. (Dicranomyia) parvistylata (Alexander, 1960)
- D. (Dicranomyia) patens (Lundstrom, 1907)
- D. (Dicranomyia) patricia (Stary, 1982)
- D. (Dicranomyia) patruelis (Alexander, 1924)
- D. (Dicranomyia) paupercula (Alexander, 1921)
- D. (Dicranomyia) pectinunguis (Tokunaga, 1940)
- D. (Dicranomyia) pedestris (Alexander, 1952)
- D. (Dicranomyia) pelates (Alexander, 1962)
- D. (Dicranomyia) penana (Alexander, 1957)
- D. (Dicranomyia) pendulifera (Alexander, 1923)
- D. (Dicranomyia) pennifera (Alexander, 1945)
- D. (Dicranomyia) penrissenensis (Edwards, 1926)
- D. (Dicranomyia) pentadactyla (Alexander, 1964)
- D. (Dicranomyia) peralta (Alexander, 1946)
- D. (Dicranomyia) perdistalis (Alexander, 1943)
- D. (Dicranomyia) perdocta (Alexander, 1954)
- D. (Dicranomyia) perexcelsior (Alexander, 1962)
- D. (Dicranomyia) perflaveola (Alexander, 1927)
- D. (Dicranomyia) peringueyi (Alexander, 1917)
- D. (Dicranomyia) perpulchra (Alexander, 1928)
- D. (Dicranomyia) perpuncticosta (Alexander, 1950)
- D. (Dicranomyia) perretracta (Alexander, 1942)
- D. (Dicranomyia) perserena (Alexander, 1946)
- D. (Dicranomyia) pertruncata (Alexander, 1962)
- D. (Dicranomyia) perturbata (Alexander, 1978)
- D. (Dicranomyia) phalaris (Alexander, 1956)
- D. (Dicranomyia) phatta (Philippi, 1866)
- D. (Dicranomyia) picticauda (Alexander, 1979)
- D. (Dicranomyia) pictithorax (Alexander, 1923)
- D. (Dicranomyia) pietatis (Alexander, 1943)
- D. (Dicranomyia) pinodes (Alexander, 1929)
- D. (Dicranomyia) pitoa (Theischinger, 1994)
- D. (Dicranomyia) pleurilineata (Riedel, 1917)
- D. (Dicranomyia) pluricomata (Alexander, 1964)
- D. (Dicranomyia) plurispina (Alexander, 1925)
- D. (Dicranomyia) pluvialis (Alexander, 1929)
- D. (Dicranomyia) poli (Alexander, 1941)

|Kolom2=
- D. (Dicranomyia) polysticta (Philippi, 1866)
- D. (Dicranomyia) polystonyx (Alexander, 1968)
- D. (Dicranomyia) pontica (Lackschewitz, 1941)
- D. (Dicranomyia) pontophila (Tokunaga, 1940)
- D. (Dicranomyia) posticanivea (Alexander, 1978)
- D. (Dicranomyia) praecellens (Alexander, 1944)
- D. (Dicranomyia) praepostera (Alexander, 1925)
- D. (Dicranomyia) praevia (Alexander, 1952)
- D. (Dicranomyia) primaeva (Alexander, 1929)
- D. (Dicranomyia) profunda (Alexander, 1925)
- D. (Dicranomyia) prolixistyla (Alexander, 1981)
- D. (Dicranomyia) pudica (Osten Sacken, 1860)
- D. (Dicranomyia) pudicoides (Alexander, 1930)
- D. (Dicranomyia) pulchripennis (Brunetti, 1912)
- D. (Dicranomyia) puncticosta (Brunetti, 1912)
- D. (Dicranomyia) punctipennis (Skuse, 1890)
- D. (Dicranomyia) punctulata (de Meijere, 1911)
- D. (Dicranomyia) punctulatella (Alexander, 1933)
- D. (Dicranomyia) punctulatina (Alexander, 1960)
- D. (Dicranomyia) punctulatoides (Alexander, 1932)
- D. (Dicranomyia) punoensis (Alexander, 1946)
- D. (Dicranomyia) quadrigladia (Alexander, 1944)
- D. (Dicranomyia) quadrituberculata (Alexander, 1937)
- D. (Dicranomyia) quinquenotata (Brunetti, 1918)
- D. (Dicranomyia) radegasti (Stary, 1993)
- D. (Dicranomyia) rapida (Alexander, 1946)
- D. (Dicranomyia) ravana (Alexander, 1964)
- D. (Dicranomyia) ravida (Alexander, 1925)
- D. (Dicranomyia) rectidens (Alexander, 1934)
- D. (Dicranomyia) rectistyla (Alexander, 1967)
- D. (Dicranomyia) recurvistyla (Alexander, 1975)
- D. (Dicranomyia) reductissima (Alexander, 1952)
- D. (Dicranomyia) redundans (Alexander, 1956)
- D. (Dicranomyia) regifica (Alexander, 1916)
- D. (Dicranomyia) remota (Skuse, 1890)
- D. (Dicranomyia) repanda (Edwards, 1923)
- D. (Dicranomyia) repentina (Alexander, 1929)
- D. (Dicranomyia) reticulata (Alexander, 1912)
- D. (Dicranomyia) retrusa (Alexander, 1930)
- D. (Dicranomyia) reversalis (Alexander, 1922)
- D. (Dicranomyia) rhinoceros (Alexander, 1945)
- D. (Dicranomyia) rixosa (Alexander, 1964)
- D. (Dicranomyia) rodriguensis (Edwards, 1923)
- D. (Dicranomyia) rostrifera (Osten Sacken, 1869)
- D. (Dicranomyia) rostrotruncata (Alexander, 1979)
- D. (Dicranomyia) rudra (Alexander, 1960)
- D. (Dicranomyia) sabroskyana (Byers, 1982)
- D. (Dicranomyia) sanctaecruzae (Alexander, 1920)
- D. (Dicranomyia) sanctaehelenae (Alexander, 1962)
- D. (Dicranomyia) sanctigeorgii (Edwards, 1927)
- D. (Dicranomyia) satura (Alexander, 1956)
- D. (Dicranomyia) saxatilis (Skuse, 1890)
- D. (Dicranomyia) saxemarina (Alexander, 1937)
- D. (Dicranomyia) scelio (Alexander, 1965)
- D. (Dicranomyia) scimitar (Alexander, 1942)
- D. (Dicranomyia) schindleri (Alexander, 1962)
- D. (Dicranomyia) schmidiana (Alexander, 1975)
- D. (Dicranomyia) seducta (Alexander, 1923)
- D. (Dicranomyia) selkirki (Alexander, 1920)
- D. (Dicranomyia) semantica (Alexander, 1932)
- D. (Dicranomyia) semicuneata (Alexander, 1924)
- D. (Dicranomyia) seposita (Alexander, 1929)
- D. sera (Walker, 1848)
- D. (Dicranomyia) serratiloba (Alexander, 1950)
- D. (Dicranomyia) shelfordi (Alexander, 1944)
- D. (Dicranomyia) shinanoensis (Alexander, 1933)
- D. (Dicranomyia) shirakii (Alexander, 1923)
- D. (Dicranomyia) sibyllina (Alexander, 1929)
- D. (Dicranomyia) sielediva (Alexander, 1960)
- D. (Dicranomyia) signata (de Meijere, 1919)
- D. (Dicranomyia) signatella (Stary and Freidberg, 2007)
- D. (Dicranomyia) simillima (Alexander, 1912)
- D. (Dicranomyia) simulans (Walker, 1848)
- D. (Dicranomyia) skanda (Alexander, 1964)
- D. (Dicranomyia) smythiana (Alexander, 1942)
- D. (Dicranomyia) snelli (Edwards, 1934)
- D. (Dicranomyia) sparsa (Alexander, 1924)
- D. (Dicranomyia) sparsituber (Alexander, 1962)
- D. (Dicranomyia) sperata (Alexander, 1922)
- D. (Dicranomyia) spinosissima (Geiger and Stary, 1994)
- D. (Dicranomyia) splendidula (Alexander, 1930)
- D. (Dicranomyia) sponsa (Alexander, 1922)
- D. (Dicranomyia) sternolobatoides (Alexander, 1964)
- D. (Dicranomyia) stigmata (Doane, 1900)
- D. (Dicranomyia) strobli (Pagast, 1941)
- D. (Dicranomyia) stuardoi (Alexander, 1952)
- D. (Dicranomyia) stulta (Osten Sacken, 1860)
- D. (Dicranomyia) stygipennis (Alexander, 1919)
- D. (Dicranomyia) subalbitarsis (Alexander, 1930)
- D. (Dicranomyia) subandicola (Alexander, 1947)
- D. (Dicranomyia) subandina (Alexander, 1913)
- D. (Dicranomyia) subconfusa (Alexander, 1958)
- D. (Dicranomyia) subchlorotica (Alexander, 1969)
- D. (Dicranomyia) subdichroa (Savchenko, 1974)
- D. (Dicranomyia) subdidyma (Alexander, 1975)
- D. (Dicranomyia) subdola (Alexander, 1913)
- D. (Dicranomyia) subfasciata (Alexander, 1924)
- D. (Dicranomyia) subfascipennis (Brunetti, 1912)
- D. (Dicranomyia) subflavida (Alexander, 1929)
- D. (Dicranomyia) sublimis (Alexander, 1932)
- D. (Dicranomyia) submarina (Theischinger, 1994)
- D. (Dicranomyia) submidas (Alexander, 1956)
- D. (Dicranomyia) submulsa (Alexander, 1971)
- D. (Dicranomyia) submutata (Alexander, 1942)
- D. (Dicranomyia) suborthia (Alexander, 1932)
- D. (Dicranomyia) subpulchripennis (Alexander, 1931)
- D. (Dicranomyia) subpunctulata (Alexander, 1930)
- D. (Dicranomyia) subravida (Alexander, 1928)
- D. (Dicranomyia) subredundans (Alexander, 1975)
- D. (Dicranomyia) subremota (Alexander, 1922)
- D. (Dicranomyia) subreticulata (Alexander, 1943)
- D. (Dicranomyia) subsordida (Edwards, 1928)
- D. (Dicranomyia) substricta (Alexander, 1928)
- D. (Dicranomyia) subtristoides (Alexander, 1945)
- D. (Dicranomyia) subviridis (Alexander, 1922)
- D. (Dicranomyia) sulphuralis (Edwards, 1923)
- D. (Dicranomyia) suspensa (Alexander, 1933)
- D. (Dicranomyia) swezeyana (Alexander, 1942)
- D. (Dicranomyia) swezeyi (Alexander, 1919)
- D. (Dicranomyia) synclera (Alexander, 1927)
- D. (Dicranomyia) tahanensis (Edwards, 1928)
- D. (Dicranomyia) takeuchii (Alexander, 1922)
- D. (Dicranomyia) tamsi (Edwards, 1934)
- D. (Dicranomyia) tapleyi (Alexander, 1924)
- D. (Dicranomyia) tarsalba (Alexander, 1922)
- D. (Dicranomyia) teinoterga (Alexander, 1967)
- D. (Dicranomyia) tenebrosa (Edwards, 1923)
- D. (Dicranomyia) tenuiclava (Alexander, 1932)
- D. (Dicranomyia) tenuicula (Alexander, 1929)
- D. (Dicranomyia) tenuifilamentosa (Alexander, 1945)
- D. (Dicranomyia) terebrina (Alexander, 1921)
- D. (Dicranomyia) terraenovae (Alexander, 1920)
- D. (Dicranomyia) tessulata (Savchenko, 1974)
- D. (Dicranomyia) thamyris (Alexander, 1950)
- D. (Dicranomyia) theowaldi (Oosterbroek, 2009)
- D. (Dicranomyia) thetica (Alexander, 1932)
- D. (Dicranomyia) thixis (Alexander, 1967)
- D. (Dicranomyia) tinctipennis (de Meijere, 1916)
- D. (Dicranomyia) tipulipes (Karsch, 1886)
- D. (Dicranomyia) titicacana (Alexander, 1945)
- D. (Dicranomyia) tongensis (Alexander, 1978)
- D. (Dicranomyia) torpida (Alexander, 1948)
- D. (Dicranomyia) torrens (Alexander, 1923)
- D. (Dicranomyia) torulosa (Alexander, 1968)
- D. (Dicranomyia) transfuga (Alexander, 1935)
- D. (Dicranomyia) tremula (Alexander, 1931)
- D. (Dicranomyia) tricuspidata (Alexander, 1936)
- D. (Dicranomyia) tricuspis (Alexander, 1923)
- D. (Dicranomyia) tricholabis (Edwards, 1926)
- D. (Dicranomyia) trifilamentosa (Alexander, 1932)
- D. (Dicranomyia) trilobifera (Alexander, 1967)
- D. (Dicranomyia) trilobula (Alexander, 1958)
- D. (Dicranomyia) trinitatis (Alexander, 1931)
- D. (Dicranomyia) trispinula (Alexander, 1933)
- D. (Dicranomyia) tristigmata (Alexander, 1925)
- D. (Dicranomyia) tristina (Alexander, 1930)
- D. (Dicranomyia) trituberculata (Alexander, 1929)
- D. (Dicranomyia) troglophila (Alexander, 1929)
- D. (Dicranomyia) tyrranica (Alexander, 1964)
- D. (Dicranomyia) uinta (Alexander, 1948)
- D. (Dicranomyia) umbonis (Alexander, 1964)
- D. (Dicranomyia) umkomazanae (Alexander, 1956)
- D. (Dicranomyia) ungjeeburra (Theischinger, 1994)
- D. (Dicranomyia) unicinctifera (Alexander, 1930)
- D. (Dicranomyia) unispinosa (Alexander, 1921)
- D. (Dicranomyia) upoluensis (Edwards, 1928)
- D. (Dicranomyia) ushas (Alexander, 1965)
- D. (Dicranomyia) vaccha (Alexander, 1966)
- D. (Dicranomyia) validistyla (Alexander, 1933)
- D. (Dicranomyia) vamana (Alexander, 1952)
- D. (Dicranomyia) variabilis (Grimshaw, 1901)
- D. (Dicranomyia) variispina (Alexander, 1924)
- D. (Dicranomyia) varsha (Alexander, 1967)
- D. (Dicranomyia) veda (Alexander, 1966)
- D. (Dicranomyia) venatrix (Alexander, 1952)
- D. (Dicranomyia) veneris (Alexander, 1952)
- D. (Dicranomyia) ventralis (Schummel, 1829)
- D. (Dicranomyia) venusta (Bergroth, 1888)
- D. (Dicranomyia) venustior (Alexander, 1950)
- D. (Dicranomyia) veternosa (Alexander, 1935)
- D. (Dicranomyia) viator (Alexander, 1960)
- D. (Dicranomyia) vicarians (Schiner, 1868)
- D. (Dicranomyia) vicina (Macquart, 1839)
- D. (Dicranomyia) villaricae (Alexander, 1929)
- D. (Dicranomyia) virilis (Alexander, 1916)
- D. (Dicranomyia) vulgata (Bergroth, 1888)
- D. (Dicranomyia) waitakeriae (Alexander, 1952)
- D. (Dicranomyia) walleyi (Alexander, 1943)
- D. (Dicranomyia) wattamolla (Theischinger, 1994)
- D. (Dicranomyia) weiseriana (Alexander, 1929)
- D. (Dicranomyia) weschei (Edwards, 1923)
- D. (Dicranomyia) whiteae (Alexander, 1941)
- D. (Dicranomyia) whitei (Alexander, 1921)
- D. (Dicranomyia) wilfredi (Alexander, 1952)
- D. (Dicranomyia) willamettensis (Alexander, 1949)
- D. (Dicranomyia) williamsae (Theischinger, 1994)
- D. (Dicranomyia) wiseana (Alexander, 1956)
- D. (Dicranomyia) woggoon (Theischinger, 1994)
- D. (Dicranomyia) wundurra (Theischinger, 1994)
- D. (Dicranomyia) yaksha (Alexander, 1964)
- D. (Dicranomyia) yerrawar (Theischinger, 1994)
- D. (Dicranomyia) yoganidra (Alexander, 1967)
- D. (Dicranomyia) ypsilon (Alexander, 1959)
- D. (Dicranomyia) yunqueana (Alexander, 1952)
- D. (Dicranomyia) zernyi (Lackschewitz, 1928)
- D. (Dicranomyia) zonata (Skuse, 1890)